# 京都大学複合原子力科学研究所
京都大学複合原子力科学研究所（きょうとだいがくふくごうげんしりょくかがくけんきゅうしょ、英: Kyoto University Institute for Integrated Radiation and Nuclear Science、略称：KURNS）は、京都大学の附置研究所で、「原子炉による実験およびこれに関連する研究」を行うことを目的に全国大学等で共同利用するための施設として1963年に発足した研究所である。共同利用・共同研究拠点に指定されている。大阪府泉南郡熊取町に所在する。2018年3月までは「京都大学原子炉実験所」（きょうとだいがくげんしろじっけんしょ、英: Kyoto University Research Reactor Institute、略称：KURRI）という名称であった。

## 概要
1963年に設立。原子力に関する京都大学の共同利用・共同研究拠点であり、設置以来一貫して原子力と放射線の利用に関する研究教育活動が行われている。
保有施設として、京都大学研究用原子炉（Kyoto University Research Reactor, 略称：KUR）と京都大学臨界集合体実験装置（Kyoto University Critical Assembly, 略称：KUCA）の2つの原子炉施設を有している。かつては5つの大学が計6つの原子炉施設を有していたが、立教大原子力研究所の立教大炉 (RUR)、武蔵工大（現東京都市大学）原子力研究所の武蔵工大炉 (MITRR)、東京大学工学系研究科附属原子力工学研究施設の東京大炉（弥生）の運転が終了したため、2018年現在では大学が有する原子炉施設として近畿大学原子力研究所（近大炉 (UTR-KINKI) を保有）とともに貴重な存在となっている。また、原子炉施設だけでなく、FFAG加速器やサイクロトロン加速器等の加速器施設やコバルト60ガンマ線照射装置等のRI使用施設も有しており、これらの施設を活かした複合的な原子力科学分野の研究が行われている。
研究分野は原子力基礎科学から粒子線物質科学や放射線生命医科学まで広範囲に渡っており、中性子捕捉療法 (BNCT) の臨床研究においては、研究炉を用いた臨床研究で世界最多の実施件数を誇り、30MeVサイクロトロン加速器を用いて世界初となる加速器中性子源によるBNCTの治験を開始するなど、世界をリードしている。

## 沿革

### 略歴
京都大学複合原子力科学研究所の前身である京都大学原子炉実験所の歴史は、1955年9月に研究用原子炉の設置計画案が京都大学工学研究所（現・京都大学エネルギー理工学研究所）から文部省に提出されたことに始まる。同じ頃、大阪大学からも実験用原子炉の設置が文部省に申請されたため、文部省は両者を併合して認可する方針を採り、京大・阪大合同で実験用原子炉の設置をすることとした。また、1956年1月に発足した原子力委員会は、同年9月に原子力開発長期基本計画を策定し、その中で京大・阪大が共同利用する研究炉を設置することを定めた。こうして、関係機関（関係大学、科学技術庁、日本学術会議）と協議の上、1956年11月5日に京都大学に原子炉設置準備委員会が設置され（委員は京都大学、大阪大学からそれぞれ4名、科学技術庁原子力局長、文部省大学学術局長、日本原子力研究所副理事長）、同月30日に文部省で第1回委員会が開かれた。翌1957年1月9日に準備委員会は敷地場所を京都府宇治市に定めたが、淀川を水源とする市町村の猛反対に遭い、湯川委員長が辞任に追い込まれた。このため同年8月の第5回委員会で宇治案の撤回を決定し、大阪府高槻市阿武山付近を候補地としたが、ここでも隣接の茨木市をはじめ周辺市町村の反対を受けた。その後、交野町、四条畷町、美原町と候補に挙がったものの、思うような成果は得られず、ようやく1960年12月9日に現在の熊取町朝代地区への建設が決定した。1962年には、原子炉の建設に伴う業務を統一的に処理するため、学内に研究用原子炉建設本部が設けられた（建設本部は工学研究所の中に置かれたが、研究所とは別のものとして運営）。工学研究所内に設置予定であった研究用原子炉については、その規模から見て全国共同利用にすることが望ましいという政府見解の下、関係委員会において慎重審議された。その結果、全国利用の実を上げるには工学研究所とは別個の独立した機関として運営することが望ましいとの結論になり、原子炉実験所が新たに附置されることになった。施設の建設は1961年12月の起工式以来3年計画で進められ、工事期間中の1963年4月1日には原子炉実験所が正式に京都大学に附置された。
原子炉については、1958年9月に京大・阪大両大学のほか関西諸大学・日本学術会議から推薦された委員で構成する関西研究用原子炉建設委員会が設置されて、原子炉ならびに関連施設に関する技術的計画が推進された。そして、1961年9月に研究用原子炉（KUR, 1号炉）の原子炉設置承認申請書が京都大学から科学技術庁原子力局へ提出され、翌1962年3月に承認された。1964年6月25日にKURは初臨界に成功し、さらに同年8月には定格出力1,000kWに到達し、1968年7月には熱出力5,000kWへ出力上昇した。KURの出力上昇も順調に終わると、次の研究炉の計画が持ち上がり、2号炉として大出力・高中性子束密度の原子炉を建設することとなった。2号炉については、まずその炉心の核的特性を調べる臨界実験装置から計画することとなり、原子炉物理の研究に幅広く使えることを念頭に複数炉心を持つ京都大学臨界集合体実験装置 (KUCA) が建設されることとなった。KUCAについては1972年度を起点とする2年計画で予算が措置され、1972年5月KUCA増設の原子炉設置変更承認申請を提出し、同年8月に承認された。そして、1974年8月6日にC架台で初臨界に成功した。その後、1976年10月、高中性子束炉（Kyoto University High Flux Reactor, 略称：KUHFR、2号炉）増設の原子炉設置変更許可申請書が提出され、1978年10月に承認された。しかし、同年12月に反核団体・原水爆禁止全面軍縮大阪府協議会より計画に異議が出され、翌1979年3月には米国スリーマイル島原子力発電所事故が発生、4月には原子炉実験所の排水が流れる小川から放射性同位元素のコバルト60が検出されるなど、2号炉計画は大きな打撃を受けた。建設に着工することができないまま、実験所は2号炉計画の撤回を決定し、1990年12月にKUHFR増設撤回の原子炉設置変更承認申請が提出され、翌1991年2月に国に承認された。
福島第一原子力発電所事故を受けて試験研究炉の規制基準も厳格化されたことから、KUR、KUCAとも2014年の定期検査入りから運転を停止していたが、新規制基準に対応する工事を終え、KUCAは2017年6月21日に、KURは同年8月29日に再稼働した。
2018年4月、研究所名を「研究ツール」を冠したものから担うべき「研究分野」を表すものとするため、原子炉実験所から複合原子力科学研究所へ改めた。

### 年表
- 1955年
  - 7月　日本学術会議で開催された「原子力に関するシンポジウム」において、関東および関西の大学に研究炉を1基ずつ設置する、と意見が一致。
  - 9月　1MWスイミングプール型研究用原子炉を工学研究所（現エネルギー理工学研究所）に設置する概算要求を文部省に提出。
- 1956年
  - 4月　工学研究所に原子力研究への部門変換および研究炉新設のための予算付与。
  - 8月　文部省が京都大学に研究用原子炉1基を設置する案を科学技術庁に提出。
  - 9月　原子力委員会が原子力開発利用長期基本計画を発表。大学における基礎研究および教育のための原子炉をさしあたり関西方面に1基建設することを表明。
  - 11月　京都大学に研究用原子炉設置準備委員会設置。
- 1958年
  - 7月　京都大学が原子力委員会に関西研究用原子炉設置計画資料を提出。
  - 9月　関西研究用原子炉建設委員会発足。
- 1960年12月　工学研究所に研究用原子炉建設本部設置。
- 1961年9月　研究用原子炉（KUR、1号炉）の原子炉設置許可申請書提出。
- 1962年
  - 3月　KURの原子炉設置承認。
  - 4月　京都大学に研究用原子炉建設本部設置（前記原子炉建設本部改組）。
- 1963年4月　全国大学等の共同利用研究所として原子炉実験所設置。
- 1964年
  - 6月　KURが初臨界到達。
  - 8月　KURが定格出力1,000kWに到達。
- 1968年7月　KURが定格出力5,000kWに到達（定格出力上昇）。
- 1972年
  - 5月　臨界集合体実験装置 (KUCA) 増設の原子炉設置変更許可申請書提出。
  - 8月　KUCAの原子炉設置変更承認。
- 1974年8月　KUCAが初臨界到達。
- 1976年10月　高中性子束炉（KUHFR、2号炉）増設の原子炉設置変更許可申請書提出。
- 1978年10月　KUHFR増設の原子炉設置変更承認。
- 1990年
  - 2月　医療照射の開始（再開（1974年に1症例）、前年の武蔵工大炉の停止に因る）。
  - 12月　KUHFR増設撤回の原子炉設置変更許可申請書提出。
- 1991年3月　KUHFR増設撤回の設置変更承認。
- 2006年2月　KURで高濃縮ウラン燃料を用いた運転を終了。
- 2010年
  - 4月　共同利用・共同研究拠点として事業開始。
  - 4月　KUR低濃縮ウラン炉心が初臨界到達。
  - 5月　KUR低濃縮ウラン炉心が定格出力5,000kWに到達。
- 2014年9月　KURおよびKUCAの新規制基準に係る適合性の審査の申請。
- 2016年
  - 5月　KUCAが新規制基準適合性に係る審査に合格（設置変更の承認）[10][11]。
  - 9月　KURが新規制基準適合性に係る審査に合格（設置変更の承認）[12][13]。
- 2017年
  - 6月　KUCAが運転再開[7]。
  - 8月　KURが運転再開[8]。
- 2018年4月　京都大学複合原子力科学研究所に改名[9]。

## 教育と研究

### 組織
- 原子力基礎科学研究本部
  - 原子力基礎工学研究部門
  - 附属安全原子力システム研究センター
- 粒子線物質科学研究本部
  - 粒子線基礎物性研究部門
- 放射線生命医科学研究本部
  - 放射線生命科学研究部門
  - 附属粒子線腫瘍学研究センター

### 教育
大学院理学研究科、医学研究科、工学研究科、農学研究科、エネルギー科学研究科における協力講座として講義や研究指導を行っている。また、全学共通科目等の提供や、全国の原子力系大学院生を対象にKUCAを用いて夏期1週間の炉物理実験を実施している。

## イベント
毎年4月頃に研究所の一般公開を行っている。また、学術公開を毎月1回実施している。
その他、毎年10月にアトムサイエンスフェアを開催している。

## 研究施設および設備等
- 研究用原子炉 (KUR)
低濃縮ウラン軽水炉（スイミングプールタンク型）、最大熱出力5,000kW。従来は濃縮度93%の高濃縮ウランを使用していたが、高濃縮ウランは核兵器に直接転用可能であるため米国が提供を中止し、濃縮度20%未満の低濃縮ウランに転換した。重水設備ではBNCTの医療照射が行われている。

- ホットラボラトリ
照射後試験を行うための施設。KUR炉室に近接しており、ホットセル等が設置されている。
- 臨界集合体実験装置 (KUCA)
固体減速架台2基（A、B架台）、軽水減速架台1基（C架台）、最大熱出力100W。型式の異なる3つの炉心（A-C架台）を1つの駆動装置で運転することができ、1つの炉心で実験している間に他の炉心では次の実験の準備をすることができる。高濃縮ウランを燃料に使用していたが、低濃縮ウランに切り替え、高濃縮ウランは米国に移送されることになった[18][19]。

- コバルト60 ガンマ線照射装置
- 電子線型加速器
46MeV電子ライナック。
- トレーサラボラトリ
- イノベーションリサーチラボラトリ
150MeV　FFAG加速器・11MeV 負水素イオンビーム線形加速器等を収容する「実験棟」および、30MeV サイクロトロン加速器・治療施設等を収容する「医療棟」から構成される。
  - 150MeV固定磁場強集束型 (FFAG) シンクロトロン加速器
2009年にKUCAと接続して世界初の加速器駆動未臨界炉の実験が開始された[20]。
  - 11MeV負水素イオンビーム線形加速器
  - 30MeVサイクロトロン加速器
2009年に世界初の加速器中性子源によるBNCTの動物実験が開始された[21]。2012年には世界初の加速器中性子源によるBNCTの治験が開始された[4][5]。

## 歴代所長
歴代所長は以下の通り。所長は京都大学の教授をもって充てられ、任期は2年で再任は妨げられない。
| 代     | 氏名     | 在任時期                      | 専門分野            | 備考                                     |
| ------ | -------- | ----------------------------- | ------------------- | ---------------------------------------- |
| 初代   | 木村毅一 | 1963年4月01日 - 1968年3月31日 | 原子核物理学        | 京都帝国大学理学博士                     |
| 第2代  | 岡村誠三 | 1968年4月01日 - 1972年3月31日 | 高分子化学          | 京都帝国大学工学博士                     |
| 第3代  | 柴田俊一 | 1972年4月01日 - 1980年3月31日 | 原子炉工学          | 大阪大学工学博士                         |
| 第4代  | 林竹男   | 1980年4月01日 - 1983年4月01日 | 原子核物理学        | 京都大学理学博士                         |
| 第5代  | 岡本朴   | 1983年4月02日 - 1989年4月01日 | 中性子工学          | 京都大学工学博士                         |
| 第6代  | 西原英晃 | 1989年4月02日 - 1995年4月01日 | 原子炉工学          | ミシガン大学Ph.D.、京都大学工学博士      |
| 第7代  | 前田豊   | 1995年4月02日 - 1999年3月31日 | 放射線物性          | 京都大学理学博士                         |
| 第8代  | 井上信   | 1999年4月01日 - 2003年3月31日 | 原子核物理学        | 京都大学理学博士                         |
| 第9代  | 代谷誠治 | 2003年4月01日 - 2009年3月31日 | 原子炉物理学        | 京都大学工学博士、元原子力安全委員会委員 |
| 第10代 | 森山裕丈 | 2009年4月01日 - 2015年3月31日 | 核材料工学          | 京都大学工学博士                         |
| 第11代 | 川端祐司 | 2015年4月01日 - 2021年3月31日 | 中性子物理工学      | 京都大学工学博士                         |
| 第12代 | 中島健   | 2021年4月01日 - 2023年3月31日 | 原子力工学          | 北海道大学・博士（工学）                 |
| 第13代 | 黒﨑健   | 2023年4月01日 - 現職          | 原子力工学 材料科学 | 大阪大学・博士（工学）                   |

## 所員

### 現所員
- 藤川陽子 - 原子力基礎工学研究部門准教授
- 谷垣実 - 粒子線基礎物性研究部門助教

### 元所員
- 柴田誠一 - 元教授。放射線・化学物質影響科学 / 原子力学 / 原子力学。
- 山名元 - 元原子力基礎工学研究部門教授。元国際廃炉研究開発機構理事長。原子力損害賠償・廃炉等支援機構理事長。
- 小出裕章 - 2015年3月まで同実験所助教。現・評論家。
- 藤井紀子 - 放射線生命科学研究部門元教授